# Все Вейры Перна
Все Вейры Перна  — фантастический роман Энн МакКефри из серии «Всадники Перна», написанный в 1991 году, в 1992 роман был номинирован на премии «Хьюго» в номинации лучший роман.

## Описание сюжета
С тех пор как был найден древний компьютер ИГИПС (Искусственная Голосовая Информационная Поисковая Система), Перн стал стремительно изменяться: появился доступ к утерянным знаниям и технологиям. У планеты появилась надежда на новое будущее. Но всегда есть противники нового, которые боятся изменения привычной жизни. Вейрам снова придётся объединиться для защиты будущего Перна.

## Персонажи
| Действующие лица | Их описание                                              |
| ---------------- | -------------------------------------------------------- |
| ИГИПС (АЙВАС)    | Искусственная Голосовая Информационная Поисковая Система |
| Джексом          | Лорд Руата, всадник белого дракона Рута, муж Шарры       |
| Ф'лар            | Предводитель Вейра Бенден, дракон — Мнемент              |
| Лесса            | Госпожа Вейра Бенден, дракон — Рамота                    |
| Робинтон         | Главный мастер арфистов                                  |
| Олдайв           | Главный мастер Цеха Целителей                            |
| Пьемур           | Подмастерье арфистов, муж Джейнсис                       |
| Менолли          | Арфистка, хозяйка уже десяти файров, жена Сибела         |
| Шарра            | Жена лорда Джексома, целительница                        |
| Фандарел         | Главный мастер Цеха Кузнецов                             |
| Джейнсис         | Внучка Фандарела, жена Пьемура                           |
| Сибел            | Главный мастер Цеха Арфистов, муж Менолли                |
| Торик            | Владетель Южного Холда                                   |
| Н'тон            | Предводитель Форт Вейра, дракон — Лиот                   |
| Миррим           | Всадница Восточного Вейра, дракон — Пат                  |